# Fortugał

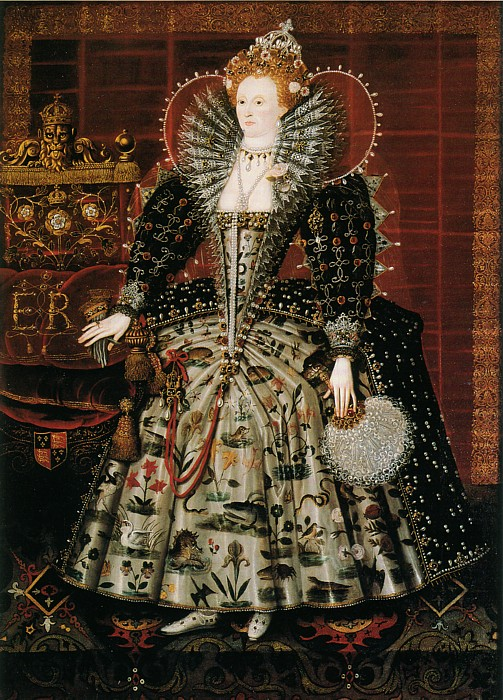
Elżbieta I w sukni z fortugałem, 1592

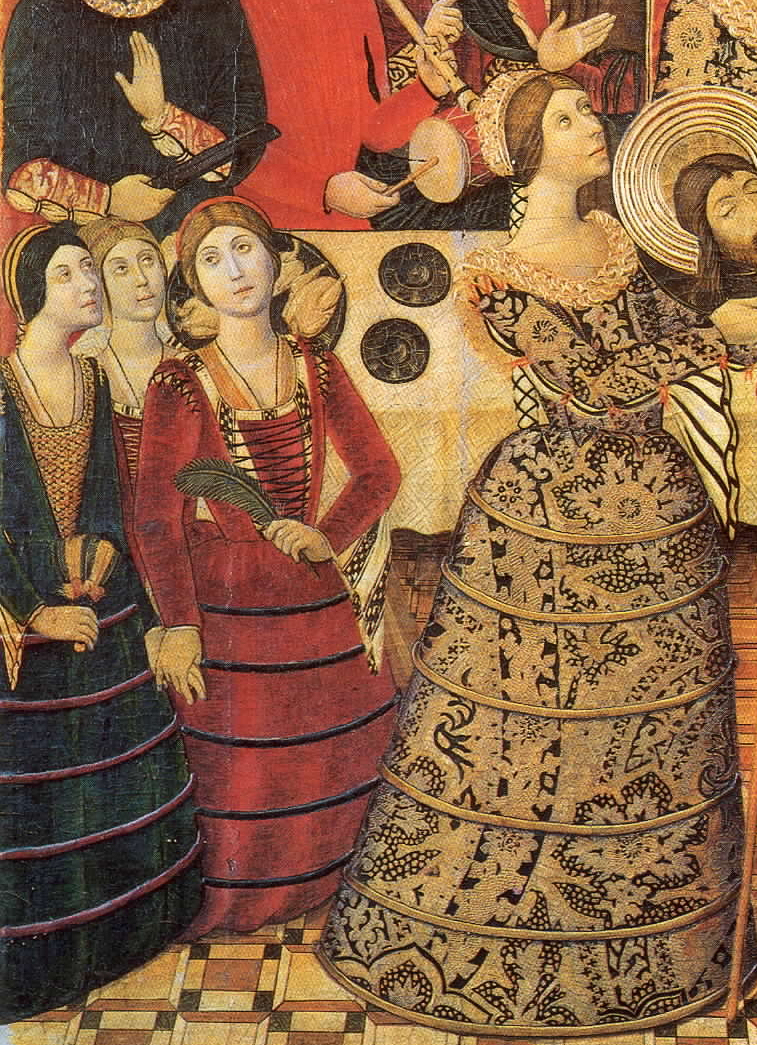
Prawdopodobnie pierwsze plastyczne przedstawienie hiszpańskiego verdugado. Obraz Pedro García de Benabarre, ok. 1470-80

Fortugał (hiszp. verdugado, franc. vertugadin, ang. farthingale) – stelaż stosowany w ubiorze kobiecym od końca XV do XVII wieku w Europie, poszerzający biodra i nadający nakładanej na niego spódnicy kształt stożka lub dzwonu. Fortugałowi w jego najbardziej rozwiniętej formie towarzyszyła usztywniona góra sukni, spłaszczająca piersi i brzuch. Szyję zaś otaczała kryza. Wszystkie te elementy nadawały kobiecej sylwetce kształt krzyża. 
Modę na tego typu obszerne spódnice wprowadziła podobno ok. 1470-1480 roku portugalska księżniczka Juana, chcąc ukryć mogącą ją skompromitować ciążę. 

## Fortugał hiszpański
Hiszpańskie verdugado było początkowo halką ze sztywnego płótna, usztywnioną drutem. Później konstrukcję stanowił wiklinowy kosz (verdugo), uformowany w kształcie stożka, a następnie równoległościanu. Widoczne na obrazie Panny dworskie Diego Velázqueza fortugały dla dziewczynek nazywano guarda infante lub tontillo (głupi). 
Hiszpańska moda przywędrowała na dwór angielski wraz z poślubioną Arturowi Tudorowi Katarzyną Aragońską (1501). 
Dwór hiszpański był też miejscem, gdzie fortugał pozostał elementem ceremonialnego stroju dworskiego nawet wówczas, gdy w pozostałych częściach Europy wyszedł z użycia. Przybyła do Francji w 1660 roku ubrana w verdugado infantka Maria Teresa budziła swoją figurą zdumienie ludu francuskiego. 

## Fortugał francuski

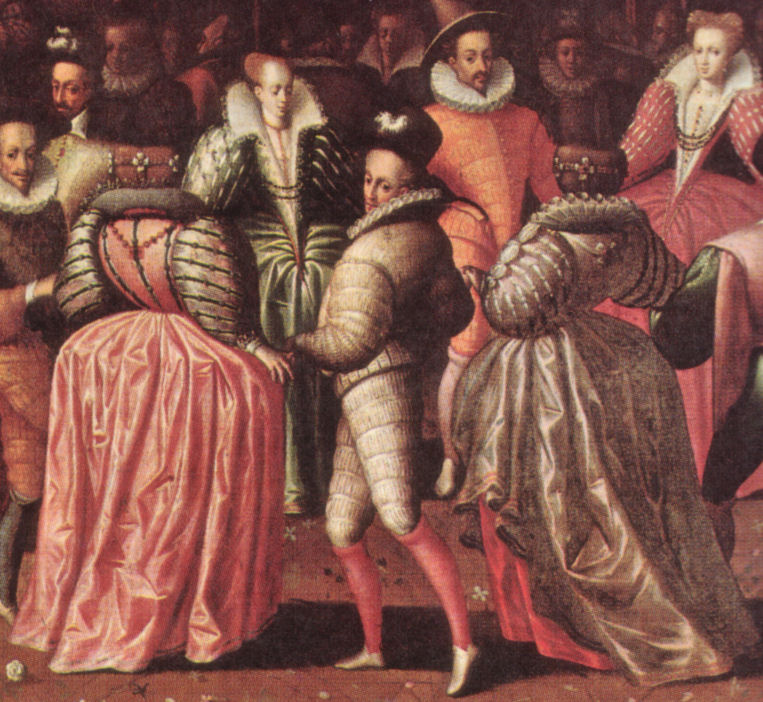
Fortugał francuski, ok. 1580

W fortugale francuskim początkowo, za panowania Karola IX, usztywnienie stanowił wałek w kształcie półksiężyca, na którym była rozpięta marszczona spódnica. W latach 80. XVI wieku fortugał przybrał kształt tarczy okalającej talię, a konstrukcję stanowiły wszyte między dwie warstwy tkaniny żelazne obręcze. Efekt potęgowała nakładana na spódnicę marszczona lub plisowana baskinka. 
Fortugał królowej Margot był podobno tak imponujących rozmiarów, że do przejścia przez drzwi potrzebowała pomocy popychających i ciągnących ją osób, a pod spódnicą miała ukrywać nie tylko tuszę, ale i przechowywane w puszkach serca zmarłych kochanków. 
Michel de Montaigne pisał o ówczesnej modzie: Na jakąż gehennę skazuje się kobiety, by nadać ciału ów hiszpański kształt oraz Do czego służą owe potężne bastiony, którymi okrywają flanki, jeśli nie do podsycenia naszych apetytów i przyciągnięcia do siebie poprzez przymusowe oddalenie.
Fortugał zaczął wychodzić z mody w latach 30. XVII wieku. Spódnice, choć dalej dość obszerne, były poszerzane jedynie przez kilka halek. Umieszczane pod spódnicą stelaże, zwane panier, powróciły w XVIII wieku.